# Fatimeh Pahlaví
Fatimeh Pahlaví (30. října 1928, Teherán – 2. června 1987, Londýn) byla íránská princezna. Byla desátým dítětem Rezá Šáha Pahlaví a nevlastní sestrou Muhammada Rezá Pahlaví.

## Mládí a výchova
Fatimeh Pahlaví se narodila v Teheránu v říjnu roku 1928. Byla desátým dítětem Rezá Šáha Pahlaví a jeho čtvrté a poslední manžely, Esmat Dowlatshahi. Její matka pocházela z dynastie Kádžárovců a za jejího otce se provdala v roce 1923. Fatimeh měla společnou matku s Abdulem Rezá Pahlaví, Mahmoudem Rezá Pahlaví a Hamidem Rezá Pahlaví.
Společně se svými bratry a rodiči žila v paláci Marble v Teheránu. Zde také navštěvovala dívčí školu.

## Aktivity

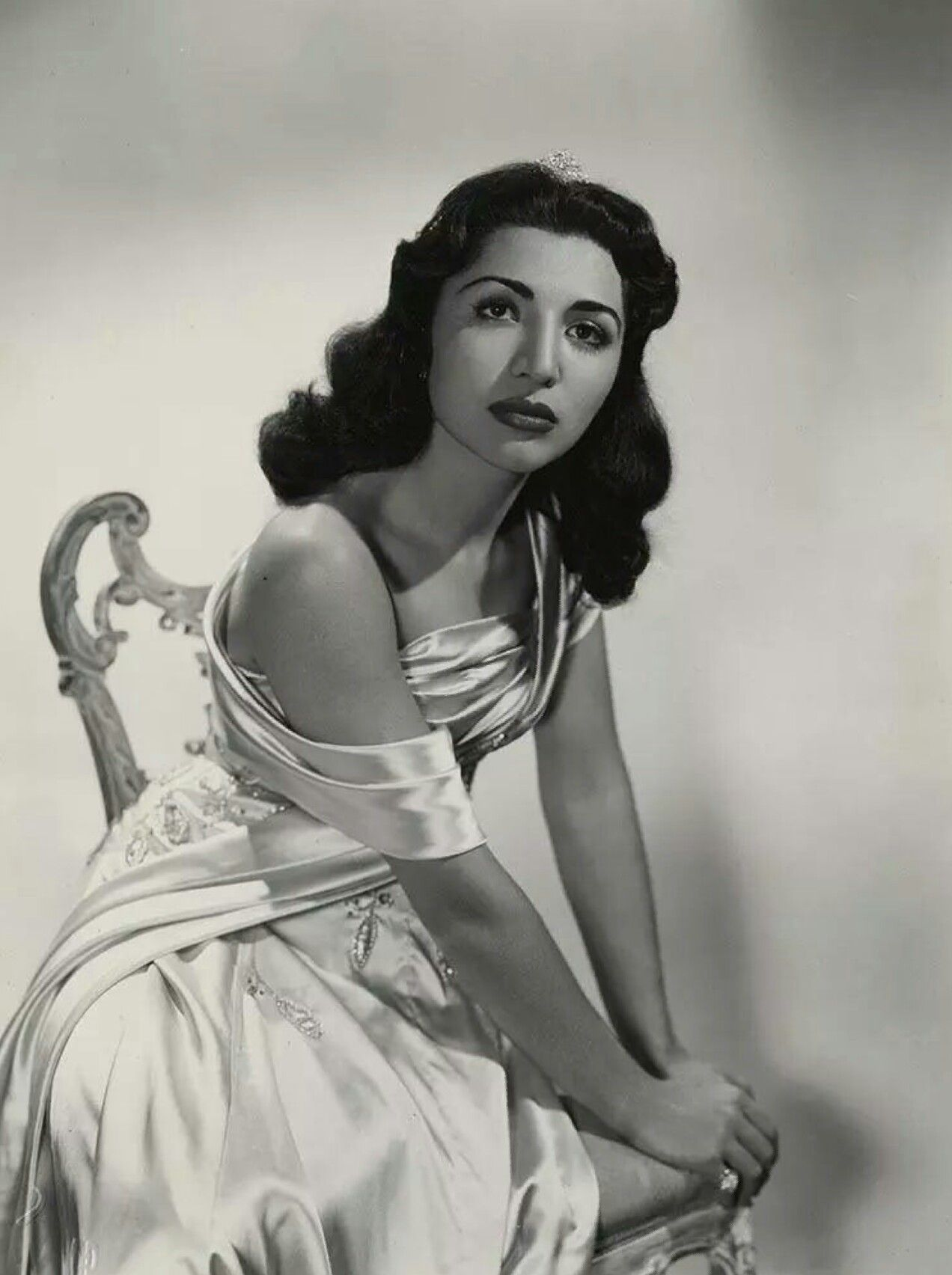
Princezna Fatimeh v mládí

Během vlády jejího nevlastního bratra Muhammada Rezá Pahlaví vlastnila bowlingový klub a řídila svůj vlastní byznys. Byla spoluvlastníkem v několika firmách, zabývajících se stavbou, rostlinnými oleji a inženýrstvím. Její jmění činilo něco okolo 500 milionů amerických dolarů. Toto jmění pocházelo z válečných obchodů jejího manžela Khatamiho. Fatimeh se také účastnila bojů za lepší vzdělání dětí v Íránu.

## Osobní život
Fatimeh se vdala dvakrát. Její první civilní sňatek s Vincentem Lee Hillyerem uzavřela v Civitavecchii v Itálii v dubnu 1950. Hillyer konvertoval k islámu. Poté mohli uzavřít i církevní sňatek v Íránu, který se konal v květnu téhož roku na území íránské ambasády v Paříži. Hillyer byl dobrým přítelem jejího bratra Abdula. S Fatimeh se seznámili při návštěvě Íránu. Manželství nebylo plně schváleno jejím vládnoucím bratrem Mohammedem a díky tomu se v Íránu netěšilo úspěchu. Společně měli tři děti; dva syny, Kayvana a Dariushe, a dceru Ranu, která zemřela nešťastnou náhodou během pádu ještě jako kojenec v roce 1954. Rozvedli se v září 1959.
Po rozvodu s Hillyerem se v listopadu 1959 provdala za Mohammada Amira Khatami, dominantního generála íránského letectva. Svatby se zúčastnil šáh a jeho tehdejší snoubenka Farah Diba.
Společně měli dva syny, Kambize (* 1961) a Ramina (* 1967) a dceru Pari (* 1962). Pár odešel z Íránu po revoluci v roce 1979. V následujících letech žili v Londýně.

## Smrt
Fetimeh zemřela ve věku 58 let v Londýně dne 2. června 1987.